# Баягинский наслег
Баягинский наслег — сельское поселение в Таттинском улусе Якутии Российской Федерации.
Административный центр — село Томтор.

## История
Статус и границы сельского поселения установлены Законом Республики Саха (Якутия) от 30 ноября 2004 года N 173-З N 353-III «Об установлении границ и о наделении статусом городского и сельского поселений муниципальных образований Республики Саха (Якутия)».

## Население
| 2002 | 2010  | 2011  | 2012  | 2013 | 2014 | 2015 |
| ---- | ----- | ----- | ----- | ---- | ---- | ---- |
| 1013 | ↗1051 | ↘1050 | ↘1009 | ↘997 | ↘971 | ↘970 |
| 2016 | 2017  | 2018  | 2019  | 2020 | 2021 |      |
| ↘963 | ↘958  | ↘934  | ↘918  | ↘915 | ↗925 |      |

## Состав сельского поселения
| № | Населённый пункт | Тип населённого пункта       | Население |
| - | ---------------- | ---------------------------- | --------- |
| 1 | Томтор           | село, административный центр | ↗925      |